# Делуун
Делуун (монг. Дэлүүн) – сомон Баян-Улгийського аймаку Монголії. Територія 5,6 тис кв км, населення 8,2 тис. Центр Рашаант розташований на відстані 160 км. від міста Улгий, та на відстані 1600 км від Улан-Батора. Школа, лікарня, торгово-культурні центри.

## Рельєф
З заходу на південь гори Алтайського хребта (до 3800 м), з півночі хребет Делуун. У центральній частині сомону долині річок Буянт, Делуун Чигертей. Понад 20 річок з притоками, озера льодовикового походження.

## Корисні копалини
Запаси залізної руди, вугілля, вольфраму.

## Тваринний світ
Водяться муфлони, сніжні барси, вовки, лисиці, корсаки.

## Адміністративні межі
Делуун межує з сомонами Алтай, Толбо, Булган.На сході межує з аймаком Ховд. На заході проходить кордон з Китаєм.